# تفجيرات العراق 16 حزيران 2013
في 16 حزيران يونيو عام 2013 وقع سلسلة من التفجيرات المنسقة وعمليات لإطلاق النار ضربت عدة مدن في العراق، مما أسفر عن مقتل 54 شخصا على الأقل وإصابة أكثر من 170 آخرين.
وقعت غالبية الهجمات المميتة في المدن الجنوبية، حيث انفجرت سيارة مفخخة في المنطقة الصناعية في مدينة الكوت مما أسفر عن مقتل 6 أشخاص وإصابة 15 آخرين. ووقع تفجير اخر خارج المدينة قتل 5 مدنيين وجرح 12 آخرين. وفي النجف، لقي 8 اشخاص مصرعهم على الأقل وأصيب 29 بعد انفجار قنبلة في سوق شعبية. وانفجرت سيارتين ملغومتين في وسط البصرة ادت إلى مقتل 6 واصابة 9 آخرين، ووقعت هجمات مماثلة في الناصرية خلفت قتيلين و35 جريحا. انفجار اخر في الحلة قتل مدني واصاب تسعة آخرين.
وردت أنباء عن اعتداءات أخرى في الأجزاء الوسطى والشمالية من العراق بالإضافة إلى تفجيرات في الجنوب. حيث فجر مهاجما انتحاريا سترته الناسفة داخل مقهى شعبي في حي أمين ببغداد مما أسفر عن مقتل 11 شخصا وإصابة 25 آخرين على الأقل. وهاجم مسلحون خط أنابيب للنفط في الحضر جنوبي الموصل، مما أسفر عن مقتل 6 جنود في الجيش العراقي واصابة خمسة اخرين. وفي الموصل نفسها، جرح انفجارين منفصلين 9 أشخاص، بينهم 6 جنود بواسطة تفجير قنبلة مزروعة على الطريق. وفي المدائن قرب سلمان باك سقط 5 قتلى مدنيين و12 مصاب نتيجة تفجير سيارة مفخخة. وقتل أيضا مدنيان واصيب تسعة اخرون بجروح في تفجير في المحمودية، في حين أن الانفجار الذي وقع في طوز خورماتو ادى إلى مقتل اثنين من ضباط الشرطة وجرح آخر، وأصيب أربعة أشخاص في هجوم قرب المحاويل. وتم اختطاف اثنين من موظفي الحكومة بالقرب من الرياض.